# 湾岸戦争の軍備一覧
湾岸戦争の軍備一覧では、1990年から1991年にかけて勃発した湾岸戦争において多国籍軍とイラク軍が使用した兵器を列記する。

## 多国籍軍

### 航空機
| 画像 | 名称           | 原産国                   | 分類                   | 概要 |
| ---- | -------------- | ------------------------ | ---------------------- | --- |
|      | F-117          | アメリカ合衆国           | 攻撃機／爆撃機         | アメリカ空軍が使用したステルス機。空爆作戦で使用され、湾岸戦争より2年前のパナマ侵攻が初陣であり、湾岸ではそのステルス性能をいかんなく発揮しイラクの首都バグダードの防空網をかいくぐって重要施設を空爆した。しかしその後のコソボ紛争ではユーゴスラビア軍に撃墜されており、弱点が明らかとなった。通称「ナイトホーク」。 |
|      | F-15           | アメリカ合衆国           | 戦闘機                 | アメリカ空軍とサウジアラビア空軍が使用した戦闘機。制空権を奪う制空戦闘機として前線で活躍した他、戦闘爆撃機タイプのF-15Eも使われた。その強力なドッグファイト性能から現在でも最強の戦闘機と言われる。通称「イーグル」。                                                                                                 |
|      | F-16           | アメリカ合衆国           | 戦闘攻撃機             | 主にアメリカ空軍が使用した戦闘機。典型的なマルチロール機で戦闘機として空対空戦闘も行うが、どちらかと言えば攻撃機としての性格が強く空対地攻撃や空爆での性能が期待された。通称「ファイティングファルコン」。 |
|      | F-14           | アメリカ合衆国           | 戦闘機                 | アメリカ海軍が使用した戦闘機。本来は空母艦隊を防衛する艦上戦闘機で、湾岸戦争では空対地攻撃で使用された。通称「トムキャット」。 |
|      | F/A-18         | アメリカ合衆国           | 戦闘攻撃機             | アメリカ海軍やアメリカ海兵隊が使用した戦闘機。F-14艦上戦闘機だが「F/A」の名が示す通り戦闘攻撃機で、空対空戦闘も対地攻撃もこなすマルチロール機となっている。イラク軍機を複数撃墜しているが、逆にイラク軍によって1機撃墜されている。通称「ホーネット」。                                                                |
|      | F-111          | アメリカ合衆国           | 戦闘爆撃機?／爆撃機    | アメリカ空軍が使用した戦闘爆撃機で、史上初の可変翼軍用機である。しかし戦闘機としての空対空戦闘の性能はほとんど有しておらず、事実上爆撃機となっている。湾岸戦争でも爆撃機として使用された。 |
|      | F-5            | アメリカ合衆国           | 戦闘機                 | アメリカ合衆国製戦闘機。サウジアラビア空軍やバーレーン空軍が使用した。冷戦時代に旧西側諸国寄りの開発途上国向けに開発され多く輸出された機体で、値段が安く性能も高い事から世界中で使用されたが、レーダーが装備されていないなどの弱点があった。通称「フリーダムファイター」「タイガー」。                                |
|      | A-4            | アメリカ合衆国           | 攻撃機                 | アメリカ製攻撃機。アメリカ海軍が使用していた艦上攻撃機だが輸出もされており、クウェート空軍では主力となっていた。そしてクウェート侵攻時にサウジアラビアに亡命した機体が自由クウェート空軍に引き続き使用され、クウェート解放作戦でも使用された。通称「スカイホーク」。                                                  |
|      | トーネード     | イギリス ドイツ イタリア | 戦闘攻撃機／戦闘爆撃機 | ヨーロッパ製戦闘攻撃機。イギリス空軍やサウジアラビア空軍、イタリア空軍が使用した、湾岸戦争では米軍機と並んで多国籍軍の主力となり、戦闘攻撃機の中では大量の爆弾を搭載できるため爆撃任務でも活躍している。 |
|      | ジャギュア     | イギリス フランス        | 攻撃機など             | イギリス・フランス製攻撃機兼練習機。湾岸戦争では爆撃任務や防空網の制圧を行うワイルド・ウィーゼルで使用された。イギリス軍などが使用。 |
|      | ミラージュF1   | フランス                 | 戦闘機                 | フランス製戦闘機。フランス空軍やクウェート空軍、カタール空軍が使用し、クウェート侵攻時にはクウェート空軍の同機がイラク軍のヘリコプターを撃墜した他亡命し、解放作戦でも使用された。ただしイラク空軍も同じ機種を使用していたため行動避けるべくあまり使用されなかった。                                                  |
|      | ミラージュ2000 | フランス                 | 戦闘機                 | フランス製戦闘機。フランス空軍やアラブ首長国連邦軍などが使用した。 |
|      | AV-8B          | アメリカ合衆国 イギリス  | 攻撃機                 | アメリカ・イギリス製艦上攻撃機。イギリスの艦載機ハリアーをアメリカが改造したものであり、アメリカ海兵隊が使用した。通称「ハリアー」。 |
|      | A-10           | アメリカ合衆国           | 攻撃機／爆撃機         | アメリカ製攻撃機・爆撃機。湾岸戦争が初陣で、地上目標を破壊する支援戦闘機として使用され、その後のイラク戦争でも地上軍の支援を行っている。通称「サンダーボルト」。 |
|      | EA-6           | アメリカ合衆国           | 攻撃機／電子戦機       | アメリカ製電子戦機。ベトナム戦争の時代から使用される息の長い軍用機で、アメリカ海軍の艦上攻撃機を改造した電子戦機である。対地攻撃やイラク軍の通信妨害を行う電子戦に使用された。通称「プラウラー」。 |
|      | A-7            | アメリカ合衆国           | 攻撃機                 | アメリカ製艦上攻撃機。艦載機としてアメリカ海軍、アメリカ空軍が使用。空対地攻撃で使用された。通称「コルセア」。 |
|      | バッカニア     | イギリス                 | 攻撃機／爆撃機         | イギリス製艦上攻撃機。元は海軍の艦載機であったが湾岸戦争時には全て空軍に移管されており、イギリス空軍が爆撃任務に使用した。 |
|      | E-2            | アメリカ合衆国           | 早期警戒管制機         | アメリカ製艦上管制機。艦載機としてアメリカ海軍が使用し、早期警戒・哨戒任務や連絡、指示に使用された。通称「ホークアイ」。 |
|      | U-2            | アメリカ合衆国           | 偵察機                 | アメリカ製偵察機。アメリカ空軍や中央情報局（CIA）が使用した。高高度でのスパイ任務など、秘密作戦に使用された。通称「ドラゴンレディ」「黒いジェット機」。 |
|      | C-130          | アメリカ合衆国           | 輸送機                 | アメリカ製輸送機。アメリカの各軍や旧西側の多国籍軍など多くの国が使用した。湾岸戦争では前線への人員や兵器・物資の輸送を行った他、砂漠の盾作戦などの多国籍軍本国から湾岸地域・サウジアラビアへの軍事展開に使用された。通称「ハーキュリーズ」。                                                                          |
|      | E-3            | アメリカ合衆国           | 早期警戒管制機         | アメリカ製早期警戒管制機。アメリカ軍が早期警戒・哨戒任務や連絡、指示に使用した。通称「セントリー」。 |
|      | B-52           | アメリカ合衆国           | 爆撃機                 | アメリカ製爆撃機。ベトナム戦争でも使用された息の長い爆撃機で、北ベトナム国民から「死の鳥」と呼ばれた機体である。湾岸戦争ではアメリカ空軍が大規模な空爆で使用した。前述の戦闘攻撃機や戦闘爆撃機が精密誘導爆撃を行ったのに対し、こちらは主に無差別空襲を多く行っている。通称「ストラトフォートレス（成層圏の要塞）」。  |
|      | AH-64          | アメリカ合衆国           | 攻撃ヘリコプター       | アメリカ製武装ヘリコプターで、アメリカ陸軍が使用した。イラク軍のレーダーサイトや戦闘車両の破壊に使用された。なお湾岸戦争で最初にイラク軍を攻撃した兵器である。通称「アパッチ」。 |
|      | AH-1W          | アメリカ合衆国           | 攻撃ヘリコプター       | アメリカ製武装ヘリコプターで、AH-1「コブラ」を海で使用できるように改造したものである。アメリカ海兵隊が使用した。通称「スーパーコブラ」。 |
|      | UH-1           | アメリカ合衆国           | 汎用ヘリコプター       | アメリカ製汎用ヘリコプターで、アメリカ陸軍をはじめ多くの国が使用した。湾岸戦争では輸送任務に使用された。通称「ヒューイ」「イロコイ」。 |

### ミサイル
| 画像 | 名称                 | 原産国         | 分類                           | 概要 |
| ---- | -------------------- | -------------- | ------------------------------ | --- |
|      | パトリオットミサイル | アメリカ合衆国 | 地対空ミサイル                 | アメリカ製地対空ミサイルで、配備国の防空を担うミサイル防衛システムに組み込まれる迎撃ミサイルである。湾岸諸国や周辺国に配備され、イラクがイスラエルやサウジアラビア、バーレーンなどに弾道ミサイル攻撃を行った際にはそれらを迎撃した。 |
|      | ホーク               | アメリカ合衆国 | 地対空ミサイル                 | アメリカ製地対空ミサイルで、アメリカ軍や多国籍軍で多数使用。 |
|      | コルモラン           | ドイツ         | 空対艦ミサイル／空対地ミサイル | ドイツ製ミサイル。航空機から発射される対地攻撃用のミサイルである。本来は空対艦ミサイルだが湾岸戦争では空対地ミサイルとして使用され、イタリア空軍が使用した。                                                                         |
|      | ペイブウェイ         | アメリカ合衆国 | 誘導爆弾                       | アメリカ製の爆弾。精密誘導爆弾としてイラク各地の目標の爆撃に使用されたが、無誘導の無差別空襲も多かった。 |
|      | AGM-88               | アメリカ合衆国 | 空対地ミサイル                 | アメリカ製のミサイル。敵防空網の破壊を担う対レーダーミサイルであり、イラク軍のレーダーを破壊するのに使用された。通称「ハーム（HARM）」。                                                                                             |
|      | エグゾセ             | フランス       | 空対艦ミサイル                 | フランス製のミサイル。対艦ミサイルであり、イラク海軍の軍艦の他地上目標を攻撃する空対地ミサイルとしても使用された。 |
|      | ハープーン           | アメリカ合衆国 | 対艦ミサイル                   | アメリカ製のミサイル。対艦ミサイル、空対地ミサイルなど様々な用途で使用された。 |
|      | アラーム             | イギリス       | 空対地ミサイル                 | イギリス製のミサイル。イギリス空軍が対レーダーミサイルとして使用した。 |
|      | ペンギン             | ノルウェー     | 空対艦ミサイル                 | ノルウェー製のミサイル。アメリカ軍が使用した。なお原産国のノルウェーは支援部隊を派遣したのみで戦闘部隊は派遣していないので使用していない。                                                                                           |
|      | AGM-65 マーベリック  | アメリカ合衆国 | 空対地ミサイル                 | アメリカ製空対地ミサイル。アメリカ軍が使用。 |
|      | ヘルファイア         | アメリカ合衆国 | 空対地ミサイル                 | アメリカ製空対地、空対艦ミサイル。本来は対戦車ミサイルである（後述）。 |
|      | AIM-54 フェニックス  | アメリカ合衆国 | 空対空ミサイル                 | アメリカ製空空対空ミサイル。アメリカ海軍が使用し、F-14トムキャットに搭載された。ただし高価であったため使用期間は短かった。 |
|      | スパロー             | アメリカ合衆国 | 空対空ミサイル                 | アメリカ製空空対空ミサイル。アメリカやイギリス、湾岸諸国など多くの国で採用され、湾岸戦争でも多国籍軍が使用した。正式名称「AIM-7」。                                                                                                  |
|      | サイドワインダー     | アメリカ合衆国 | 空対空ミサイル                 | アメリカ製空空対空ミサイル。旧西側の多くの国で採用され、湾岸戦争でも様々な国がドッグファイトで使用した。正式名称「AIM-9」。 |
|      | ヘルファイア         | アメリカ合衆国 | 対戦車ミサイル                 | 前述のヘルファイアと同じもの。前述のものは空対艦ミサイル型の派生版だが、本来は対戦車ミサイルである。 |
|      | BGM-71 TOW           | アメリカ合衆国 | 対戦車ミサイル                 | アメリカ製対戦車ミサイル。地上や車両、航空機からも発射できるミサイルで、多国籍軍参加国を含む多くの旧西側諸国で採用されている。湾岸戦争でも多数使用された。                                                                           |
|      | スウィングファイア   | イギリス       | 対戦車ミサイル                 | イギリス製対戦車ミサイル。イギリス陸軍をはじめアメリカ軍などが使用した。 |
|      | トマホーク           | アメリカ合衆国 | 巡航ミサイル                   | アメリカ製長距離巡行ミサイル。アメリカ海軍が使用し、ペルシア湾など会場の軍艦から発射されイラク軍を攻撃した。湾岸戦争が初陣である。                                                                                                   |

### 艦艇
| 画像 | 名称／分類     | 数量 | 概要 |
| ---- | -------------- | ---- | --- |
|      | 航空母艦       | 6隻  | アメリカ海軍やイギリス海軍、フランス海軍など複数の旧西側諸国の海軍が使用。ペルシア湾などに展開し、艦載機で航空任務を行った。                           |
|      | 戦艦           | 2隻  | アメリカ海軍が使用。湾岸戦争は戦艦が使用された最後の戦争であり、イラク軍陣地に向け艦砲射撃を行った他近代化改装されていて巡航ミサイル攻撃なども行った。 |
|      | ミサイル巡洋艦 | 3隻  | アメリカ海軍などが使用。対空、対地ミサイル攻撃を行った。                                                                                               |
|      | 駆逐艦         | 13隻 | 旧西側諸国などの海軍が使用。ミサイル攻撃、艦隊防衛、海上封鎖に参加した。                                                                               |
|      | フリゲート     | 29隻 | 多国籍海軍の多くの国で使用された。様々な任務を行ったが、フリゲートは多くの艦種の総称であるため任務も多岐に亘った。                                     |
|      | コルベット     | 3隻  | コルベットは小型艦艇の総称で、湾岸諸国などが使用した。                                                                                                 |
|      | 掃海艇         | 16隻 | ペルシア湾でイラク軍が設置した大量の機雷を掃海するなど機雷戦に従事した。                                                                               |

### 戦車・車両
| 画像 | 名称                     | 原産国         | 分類             | 概要 |
| ---- | ------------------------ | -------------- | ---------------- | --- |
|      | M1エイブラムス           | アメリカ合衆国 | 戦車             | アメリカ製の最新戦車でアメリカ陸軍の主力戦車。湾岸戦争が初陣であり、地上戦ではイラク軍の戦車などを多数撃破した。現在でも最強の戦車と呼ばれるが、非常に燃費が悪く、また装甲に劣化ウランを使用しているため搭乗した兵士が湾岸戦争症候群を発症するなどという致命的な弱点が存在する。 |
|      | M60パットン              | アメリカ合衆国 | 戦車             | アメリカ製戦車。サウジアラビア陸軍やアメリカ海兵隊が使用した。当時から旧式になりつつあったが、親米アラブ諸国などでは現在でも使用され続けている。 |
|      | チャレンジャー1          | イギリス       | 戦車             | イギリス製戦車。イギリス陸軍の主力戦車で地上戦で使用された。ただし重量が大きいため特定の環境下では埋没するなどの弱点を持つ。 |
|      | チーフテン               | イギリス       | 戦車             | イギリス製戦車。クウェート軍が使用した。ただし前述のチャレンジャーと同じく重いという弱点がある。 |
|      | AMX-30                   | フランス       | 戦車             | フランス製戦車。フランス軍の主力戦車で、フランス陸軍の他サウジアラビア陸軍が使用した。 |
|      | M2ブラッドレー歩兵戦闘車 | アメリカ合衆国 | 歩兵戦闘車       | アメリカ製歩兵戦闘車。アメリカ陸軍が地上戦で使用し、M1戦車と共にイラク軍車両を多数撃破した。 |
|      | V-600                    | アメリカ合衆国 | 装甲車           | アメリカ製装輪装甲車。クウェート軍が使用した他、アメリカ軍が地上戦で使用。 |
|      | M110 203mm自走榴弾砲     | アメリカ合衆国 | 自走砲           | アメリカ製自走榴弾砲。アメリカやイギリスなどの軍隊が使用し、航空作戦中の砲撃支援や地上戦での砲撃で使用された。 |
|      | M109 155mm自走榴弾砲     | アメリカ合衆国 | 自走砲           | アメリカ製自走榴弾砲。旧西側諸国やアラブ諸国などで採用され、湾岸戦争では砲撃支援や地上戦で使用された。 |
|      | MLRS                     | アメリカ合衆国 | 多連装ロケット砲 | アメリカ製多連装ロケット砲。旧西側諸国や一部アラブ諸国などで採用され、湾岸戦争では砲撃支援や地上戦で使用された。正式名称「M270多連装ロケットシステム」。 |
|      | AAV7                     | アメリカ合衆国 | 装甲兵員輸送車   | アメリカ製装甲兵員輸送車。水陸両用車であり、アメリカ軍が上陸任務や陽動作戦で使用した。別名「LVTP7」。 |
|      | M113装甲兵員輸送車       | アメリカ合衆国 | 装甲兵員輸送車   | アメリカ製装甲兵員輸送車。欧米諸国や一部親米アラブ諸国で採用され、湾岸戦争では兵員の輸送に使用された。 |
|      | LAV                      | カナダ         | 装輪装甲車       | カナダ製装甲車。地上戦や兵員輸送、展開に使用された可能性あり。 |
|      | M901                     | アメリカ合衆国 | 装甲兵員輸送車   | アメリカ製装甲兵員輸送車。多くの国で採用されており、湾岸戦争でも使用された。 |
|      | M198 155mm榴弾砲         | アメリカ合衆国 | 榴弾砲           | アメリカ製榴弾砲。航空作戦中の支援任務や地上戦で砲撃を行った。 |

## イラク軍

### 航空機
| 画像 | 名称         | 原産国         | 分類                   | 概要 |
| ---- | ------------ | -------------- | ---------------------- | --- |
|      | MiG-29       | ソビエト連邦   | 戦闘機                 | ソビエト連邦製戦闘機。当時のイラク空軍では最新の戦闘機で、イラン・イラク戦争後に輸入された制空戦闘機あったが、湾岸戦争では多国籍軍によって多数撃墜された他地上で撃破されたものもあり、その能力を十分発揮する事はできなかった。                                                                                                 |
|      | MiG-21       | ソビエト連邦   | 戦闘機                 | ソ連製戦闘機。当時のイラク空軍の主力であり、旧式機ではあるものの多数使用されていた。しかし以前の中東戦争などで多数撃墜された事で旧西側諸国の弱点などの情報を知られ、湾岸戦争でも多数撃破されている。とは言え当時最新のF-15やF-16には劣るものの旧式機の中では非常に高性能で、現在でも使用している国も多い。通称「バラライカ」。 |
|      | MiG-23       | ソビエト連邦   | 戦闘攻撃機             | ソ連製戦闘機。可変翼機でMiG-21と並ぶイラク空軍主力であった。戦闘機の他爆撃機タイプのものも運用され戦闘爆撃機としても活躍するマルチロール機である。しかし前述のMiG-21のように以前の撃墜で弱点を知られ、多数撃墜・撃破された。なお戦争中は撃破を避けるためかつての敵国イランに亡命し、そのままイランに接収されている。           |
|      | MiG-25       | ソビエト連邦   | 戦闘機                 | ソ連製戦闘機。基地を防衛する要撃機であり、配備国の防空システムに完全に組み込まれる迎撃用の戦闘機である。そのため高い運動性能を持つとされ多国籍軍からは最も警戒されたが、実際には多数撃破されている。ただし多国籍軍機を1機撃墜するなど一定の戦果は挙げている。                                                                  |
|      | J-7          | 中華人民共和国 | 戦闘機                 | 中華人民共和国製戦闘機。前述のMiG-21を中国がライセンス生産したものであり、イラク空軍でもMiG-21と共に運用されていた。 |
|      | Su-20        | ソビエト連邦   | 戦闘機／戦闘攻撃機     | ソ連製戦闘攻撃機。古いタイプの可変翼戦闘機Su-17の輸出型であり、旧東側諸国やアラブ諸国に輸出され、イラク空軍でも使用された。 |
|      | Su-24        | ソビエト連邦   | 戦闘爆撃機             | ソ連製戦闘爆撃機。旧型ではあるが現在でも原産国ロシアをはじめ多くの国で使用されている息の長い機体で、湾岸戦争では地上で撃破される事も多かった。 |
|      | Su-25        | ソビエト連邦   | 攻撃機／爆撃機         | ソ連製攻撃機。旧型ではあるが燃費が良く使用しやすいため現在でもロシアなど多くの国で使用されている機体。イラク空軍では湾岸戦争で多数撃破されたが、イラク戦争でのフセイン政権崩壊後の新生イラク軍でも新規に輸入して使用されている。                                                                                               |
|      | ミラージュF1 | フランス       | 戦闘機                 | フランス製戦闘機。イラク空軍も輸出したものを使用しており、当時最新鋭であった。なおフランス空軍やクウェート空軍、カタール空軍といった多国籍軍も使用していたため混同を避けるべく多国籍軍はあまり使用しなかった。撃破を避けるためイランに逃亡し、そのまま接収された機体の一種。                                                   |
|      | Tu-16        | ソビエト連邦   | 爆撃機                 | ソ連製爆撃機。本来は核兵器などの大量破壊兵器も搭載できる戦略爆撃機であったが湾岸戦争ではイラク空軍のものは飛び立つ前に地上で撃破された。 |
|      | Tu-22        | ソビエト連邦   | 爆撃機                 | ソ連製爆撃機。前述のTU-16の後継機として開発されたため核兵器なども搭載できる戦略爆撃機であったが湾岸戦争では飛び立つ前に撃破されている。 |
|      | Il-76        | ソビエト連邦   | 輸送機／早期警戒管制機 | ソ連製輸送機。イラク空軍ではレーダーの付いた早期警戒管制機型のものも使用されていた。 |
|      | Mi-24        | ソビエト連邦   | 武装ヘリコプター       | ソ連製武装ヘリコプターで、攻撃ヘリコプターと輸送ヘリコプターを兼ねた汎用性の高いものとなっている。旧東側諸国の他イラクを含む第三世界に数多く輸出され、イラク軍ではクウェート侵攻でのヘリボーン作戦などで使用された。 |
|      | SA 342       | フランス       | 汎用ヘリコプター       | フランス製武装ヘリコプターで、軍用と民間用の二つのタイプが存在するが、軍用のものは攻撃・輸送を兼ねる汎用ヘリコプターとなっている。イラク軍では軽攻撃に使われていたが、その後のイラク戦争では制空権を喪失していたため使用されなかった。通称「ガゼル」。                                                                         |

### ミサイル
| 画像 | 名称       | 原産国                         | 分類                                         | 概要 |
| ---- | ---------- | ------------------------------ | -------------------------------------------- | --- |
|      | R-24       | ソビエト連邦                   | 空対空ミサイル                               | ソ連製空対空ミサイル。イラク軍でも使用された。旧西側諸国では別のミサイルR-23と混同されて「AA-7」と呼ばれた。 |
|      | R-3        | ソビエト連邦                   | 空対空ミサイル                               | ソ連製空対空ミサイル。アメリカ製のサイドワインダーを真似たものであり、イラクを含む旧東側諸国の標準装備となった。旧西側諸国では「アトールミサイル」と呼ばれた。 |
|      | R.530      | フランス                       | 空対空ミサイル                               | フランス製空対空ミサイル。フランス製兵器しか使用できないミラージュF1用に導入されていた。しかし命中率が低いという弱点もあった。 |
|      | R.550      | フランス                       | 空対空ミサイル                               | フランス製空対空ミサイル。ミラージュF1用。命中率に問題があった。 |
|      | Kh-22      | ソビエト連邦                   | 空対艦ミサイル                               | ソ連製空対艦ミサイル。 |
|      | エグゾセ   | フランス                       | 対艦ミサイル／空対空ミサイル／空対地ミサイル | フランス製ミサイル。対艦ミサイルでイラクもミラージュF1用に導入しており、高い命中率を誇った。所謂万能ミサイルで空対空ミサイルとしての性格も持っており、ドッグファイトで複数の多国籍軍機を撃墜。また失敗に終わったものの多国籍軍の艦隊を攻撃しようとしたこともあり、それが命中していれば撃沈は確実であったとされる。 |
|      | AS30       | フランス                       | 空対地ミサイル                               | フランス製空対地ミサイル。命中率が高く厚い装甲も突破できる貫通力も大きかった。 |
|      | SY-1       | 中華人民共和国                 | 対艦ミサイル                                 | 中国製対艦ミサイルで、航空機からも艦艇や地上からも発射できる非常に汎用性の高いミサイルである。命中率は低いものの巡航ミサイルに準じる性能を持ち、命中すれば敵艦を撃沈する事もできる。イラク軍はアメリカの戦艦を含む軍艦に対し発射したが迎撃され、命中はしなかった。通称「シルクワームミサイル」。                   |
|      | ローランド | ドイツ フランス アメリカ合衆国 | 地対空ミサイル                               | 欧米製地対空ミサイル。イラクがフランスから導入した高度防空システム「KARI」に組み込まれ、同国の防空を担っていたが多国籍軍の航空攻勢で無力化された。 |
|      | 9K31       | ソビエト連邦                   | 地対空ミサイル                               | ソ連製地対空ミサイル。旧東側や第三世界に大量に輸出され、イラクでも防空システムの主力を担っていたが、多国籍軍によって無力化された。通称「ストレラ」。 |
|      | S-125      | ソビエト連邦                   | 地対空ミサイル                               | ソ連製地対空ミサイル。旧東側や第三世界に大量に輸出されており、旧式化していたとはいえイラクでも防空システムの主力であった。しかし多国籍軍に無力化された。 |
|      | スカッド   | ソビエト連邦                   | 弾道ミサイル                                 | ソ連製弾道ミサイル。短距離弾道ミサイルであり、イラク軍は湾岸戦争中にイスラエルやサウジアラビア、バーレーンなどに向けて発射した。迎撃されたものの多かったが飽和攻撃によってイスラエルなどに大打撃を与えた。 |
|      | 2K6        | ソビエト連邦                   | 弾道ミサイル                                 | ソ連製弾道ミサイル。戦術弾道ミサイルであり、イラクも保有していた。 |
|      | HOT        | フランス ドイツ                | 対戦車ミサイル                               | ヨーロッパ製対戦車ミサイル。 |
|      | 9M14       | ソビエト連邦                   | 対戦車ミサイル                               | ソ連製対戦車ミサイル。地上戦で使用されてが、イラク軍が発射する前に多国籍軍に撃破された。通称「サガー」。 |
|      | ミラン     | フランス ドイツ イギリス       | 対戦車ミサイル                               | ヨーロッパ製対戦車ミサイル。 |

### 艦艇
| 画像 | 名称／分類 | 数量 | 概要 |
| ---- | ---------- | ---- | --- |
|      | フリゲート | 5隻  | 他国からの輸入が決定していたが、クウェート侵攻のため武器禁輸措置が取られ多くが引き渡されなかった。また引き渡されていたものも殆どが撃破された。           |
|      | コルベット | 6隻  | コルベットは小型艦の総称で、イラク海軍の軍艦がその殆どが小型のものであった。開戦後に撃破され、ほぼ壊滅した。                                             |
|      | 掃海艇     | 8隻  | 多国籍軍が設置した機雷を掃海したが、それ以上にイラク自身が機雷を大量に埋設していた。なおそれらも湾岸戦争終結後に多国籍軍や日本の海上自衛隊に除去された。 |

### 戦車・車両
| 画像 | 名称                       | 原産国           | 分類           | 概要 |
| ---- | -------------------------- | ---------------- | -------------- | --- |
|      | T-72                       | ソビエト連邦     | 戦車           | ソ連製の最新戦車。当時ソ連最強の戦車と言われ、当時のイラク地上軍（陸軍と共和国防衛隊）の主力戦車。精鋭部隊である共和国防衛隊が保有しており、「バビロンのライオン」と呼ばれる強化型を多数装備していた。だが輸出型のモンキーモデルだった事もあり地上戦ではアメリカ軍などの戦車に多数撃破された。 |
|      | T-62                       | ソビエト連邦     | 戦車           | ソ連製戦車。当時のイラク陸軍の主力であり、多数運用されていたが撃破された。 |
|      | T-55                       | ソビエト連邦     | 戦車           | ソ連製戦車。イラク陸軍の主力だった。 |
|      | 69式戦車                   | 中華人民共和国   | 戦車           | 中国製戦車。イラク陸軍の主力であり、共和国防衛隊でも使用されていた。クウェート侵攻や地上戦で使用されたが多くが撃破されている。なお旧東側諸国や第三世界だけでなく、タイ王国のような一部西側寄りの国にも輸出された。                                                                             |
|      | 59式戦車                   | 中華人民共和国   | 戦車           | 中国製戦車。イラク軍で主力で、前述のT-55に近いT-54を中国がライセンス生産したものであり、T-55と共通運用されていた。 |
|      | チーフテン                 | イギリス         | 戦車           | イギリス製戦車。元々イラク軍は保有していなかったが、以前のイラン・イラク戦争でイラン軍から鹵獲したものやクウェート侵攻時にクウェート軍から鹵獲したものを使用していた。 |
|      | M110 203mm自走榴弾砲       | アメリカ合衆国   | 自走砲         | アメリカ製自走榴弾砲。イランから鹵獲したものを使用した。 |
|      | M109 155mm自走榴弾砲       | アメリカ合衆国   | 自走砲         | アメリカ製自走榴弾砲。イランやクウェートから鹵獲したもの。 |
|      | M107 175mm自走カノン砲     | アメリカ合衆国   | 自走砲         | アメリカ製自走カノン砲。イランから鹵獲したもの。 |
|      | AMX30 AuF1 155mm自走榴弾砲 | フランス         | 自走砲         | アメリカ製自走榴弾砲。フランスから輸入され保管されていた。通称「GCT」。 |
|      | G5 155mm榴弾砲             | 南アフリカ共和国 | 榴弾砲         | 南アフリカ共和国製榴弾砲。湾岸戦争やイラク戦争で使用されたが破壊され、現在の状態は不明である。 |
|      | BTR-60                     | ソビエト連邦     | 装甲兵員輸送車 | ソ連戦装甲兵員輸送車。 |